# Likferd
Likferd — четвёртый и последний студийный альбом норвежской блэк-метал группы Windir, выпущенный 27 марта 2003 года на лейбле Head Not Found.

## Об альбоме
Этот альбом выпущен перед смертью вокалиста Вальфара.

## Список композиций
| №  | Название                   | Длительность |
| -- | -------------------------- | ------------ |
| 1. | «Resurrection of the Wild» | 5:52         |
| 2. | «Martyrium»                | 5:00         |
| 3. | «Despot»                   | 6:01         |
| 4. | «Blodssvik»                | 5:47         |
| 5. | «Fagning»                  | 8:31         |
| 6. | «On the Mountain of Goats» | 5:24         |
| 7. | «Dauden»                   | 4:19         |
| 8. | «Ætti mørkna»              | 7:46         |

## Участники записи
- Вальфар — вокал, дополнительные инструменты
- Стейнгрим — ударные
- Хвалль — бас-гитара
- Стуре Дингсёйр — ритм-гитара
- Стром — лид-гитара
- Риг — клавишные

### Приглашённые музыканты
- Космократор — чистый вокал